# Mike Spence
Mike Spence (n. 30 decembrie 1936 – d. 7 mai 1968) a fost un pilot englez de Formula 1 care a evoluat în Campionatul Mondial între anii 1963 și 1968.